# Čeče
Čeče (Duits: Tschetsch) is een plaats in Slovenië die deel uitmaakt van de Sloveense gemeente Trbovlje in de NUTS-3-regio Zasavska. De plaats telde 333 inwoners op 1 januari 2020.